# Eiskunstlauf-Weltmeisterschaften 1976
Die 66. Eiskunstlauf-Weltmeisterschaften fanden vom 2. bis 7. März 1976 im Scandinavium in Göteborg (Schweden) statt.

## Ergebnisse
- P = Pflicht
- PT = Pflichttanz
- K = Kür
- KP = Kurzprogramm
- B = Bewertung

### Herren
| Platz | Sportler             | Land                   | P  | KP | K  | B     |
| ----- | -------------------- | ---------------------- | -- | -- | -- | ----- |
| 1     | John Curry           | Vereinigtes Königreich | 2  | 3  | 1  | 13    |
| 2     | Wladimir Kowaljow    | Sowjetunion            | 1  | 5  | 4  | 15    |
| 3     | Jan Hoffmann         | DDR                    | 3  | 2  | 3  | 29    |
| 4     | Toller Cranston      | Kanada                 | 5  | 1  | 2  | 34    |
| 5     | David Santee         | Vereinigte Staaten     | 4  | 7  | 7  | 47    |
| 6     | Terry Kubicka        | Vereinigte Staaten     | 7  | 4  | 5  | 52    |
| 7     | Minoru Sano          | Japan                  | 6  | 6  | 6  | 62    |
| 8     | Igor Bobrin          | Sowjetunion            | 8  | 10 | 9  | 74    |
| 9     | Robin Cousins        | Vereinigtes Königreich | 14 | 8  | 8  | 79    |
| 10    | Pekka Leskinen       | Finnland               | 10 | 11 | 13 | 102   |
| 11    | Konstantin Kokora    | Sowjetunion            | 11 | 12 | 10 | 101   |
| 12    | Mitsuru Matsumura    | Japan                  | 13 | 9  | 11 | 101   |
| 13    | Christophe Boyadjian | Frankreich             | 12 | 13 | 15 | 124   |
| 14    | Zdeněk Pazdírek      | Tschechoslowakei       | 9  | 15 | 16 | 125   |
| 15    | Grzegorz Głowania    | Polen                  | 20 | 14 | 12 | 139,5 |
| 16    | Ted Barton           | Kanada                 | 17 | 17 | 14 | 139,5 |
| 17    | Kenneth Polk         | Kanada                 | 15 | 16 | 18 | 142   |
| 18    | Glyn Jones           | Vereinigtes Königreich | 19 | 20 | 17 | 163   |
| 19    | Gert-Walter Gräbner  | BR Deutschland         | 18 | 19 | 19 | 173   |
| 20    | Thomaz Öberg         | Schweden               | 16 | 18 | 20 | 175   |
| 21    | Flemming Søderquist  | Dänemark               | 21 | 21 | 21 | 189   |

- Schiedsrichterin: Sonia Bianchetti  Italien
- Assistenzschiedsrichter: Benjamin Wright  Vereinigtes Königreich

Punktrichter:
- Pamela Peat  Vereinigtes Königreich
- Charles U. Foster  Vereinigte Staaten
- Sergei Kononychin  Sowjetunion
- Elof Niklasson  Schweden
- Joan Maclagan  Kanada
- Monique Georgelin  Frankreich
- Kinuko Ueno  Japan
- Walburga Grimm  DDR
- Tadeusz Malinowski  Ungarn

Ersatz-Punktrichter:
- Inkeri Soininen  Finnland

### Damen
| Platz | Sportlerin                | Land                   | P  | KP | K  | B   |
| ----- | ------------------------- | ---------------------- | -- | -- | -- | --- |
| 1     | Dorothy Hamill            | Vereinigte Staaten     | 2  | 1  | 1  | 10  |
| 2     | Christine Errath          | DDR                    | 4  | 2  | 2  | 22  |
| 3     | Dianne de Leeuw           | Niederlande            | 3  | 3  | 4  | 22  |
| 4     | Anett Pötzsch             | DDR                    | 5  | 6  | 5  | 41  |
| 5     | Linda Fratianne           | Vereinigte Staaten     | 6  | 5  | 3  | 43  |
| 6     | Isabel de Navarre         | BR Deutschland         | 1  | 7  | 12 | 55  |
| 7     | Lynn Nightingale          | Kanada                 | 7  | 4  | 8  | 66  |
| 8     | Wendy Burge               | Vereinigte Staaten     | 8  | 8  | 6  | 69  |
| 9     | Dagmar Lurz               | BR Deutschland         | 9  | 10 | 7  | 80  |
| 10    | Susanna Driano            | Italien                | 10 | 9  | 10 | 88  |
| 11    | Jelena Wodoresowa         | Sowjetunion            | 15 | 12 | 9  | 103 |
| 12    | Kim Alletson              | Kanada                 | 13 | 11 | 11 | 105 |
| 13    | Karena Richardson         | Vereinigtes Königreich | 14 | 13 | 14 | 117 |
| 14    | Grażyna Dudek             | Polen                  | 17 | 15 | 15 | 131 |
| 15    | Denise Biellmann          | Schweiz                | 21 | 18 | 13 | 138 |
| 16    | Claudia Kristofics-Binder | Österreich             | 16 | 19 | 16 | 149 |
| 17    | Emi Watanabe              | Japan                  | 11 | 16 | 18 | 146 |
| 18    | Eva Ďurišinová            | Tschechoslowakei       | 18 | 17 | 17 | 158 |
| 19    | Hyo Jin Yun               | Südkorea               | 12 | 22 | 20 | 177 |
| 20    | Niina Kyöttinen           | Finnland               | 22 | 14 | 21 | 178 |
| 21    | Liselott Öberg            | Schweden               | 19 | 20 | 19 | 182 |
| 22    | Sharon Burley             | Australien             | 20 | 21 | 22 | 197 |
| 23    | Bente Larsen              | Norwegen               | 25 | 23 | 23 | 208 |
| 24    | Stella Bristing           | Dänemark               | 24 | 24 | 24 | 215 |
| 25    | Gay Le Comte              | Neuseeland             | 23 | 25 | 25 | 225 |

- Schiedsrichter: Elemér Tertak  Ungarn
- Assistenzschiedsrichter: Oskar Madl  Österreich

Punktrichter:
- Irina Absaljamowa  Sowjetunion
- Oskar Urban  Tschechoslowakei
- Erika Schiechtl  BR Deutschland
- Toshio Suzuki  Japan
- Yvonne S. McGowan  Vereinigte Staaten
- David Dore  Kanada
- Paul Engelfriet  Niederlande
- Helga von Wiecki  DDR
- Pamela Davis  Vereinigtes Königreich

Ersatz-Punktrichterin:
- Berit Aarnes  Norwegen

### Paare
| Platz | Sportler                                    | Land               | KP | K  | B     |
| ----- | ------------------------------------------- | ------------------ | -- | -- | ----- |
| 1     | Irina Rodnina / Alexander Saizew            | Sowjetunion        | 1  | 1  | 9     |
| 2     | Romy Kermer / Rolf Oesterreich              | DDR                | 2  | 2  | 23    |
| 3     | Irina Worobjowa / Alexander Wlassow         | Sowjetunion        | 3  | 3  | 28    |
| 4     | Manuela Groß / Uwe Kagelmann                | DDR                | 4  | 4  | 30    |
| 5     | Tai Babilonia / Randy Gardner               | Vereinigte Staaten | 5  | 6  | 48    |
| 6     | Nadeschda Gorschkowa / Jewgeni Schewalowski | Sowjetunion        | 6  | 5  | 51    |
| 7     | Kerstin Stolfig / Veit Kempe                | DDR                | 7  | 7  | 64    |
| 8     | Corinna Halke / Eberhard Rausch             | BR Deutschland     | 8  | 8  | 71    |
| 9     | Alice Cook / William Fauver                 | Vereinigte Staaten | 9  | 9  | 86    |
| 10    | Ingrid Spieglová / Alan Spiegl              | Tschechoslowakei   | 10 | 10 | 92,5  |
| 11    | Ursula Nemec / Michael Nemec                | Österreich         | 11 | 11 | 95    |
| 12    | Candace Jones / Don Fraser                  | Kanada             | 12 | 12 | 110,5 |
| 13    | Gabrielle Beck / Jochen Stahl               | BR Deutschland     | 13 | 13 | 111   |

- Schiedsrichter: Donald H. Gilchrist  Kanada
- Assistenzschiedsrichter: Hans Kutschera  Österreich

Punktrichter:
- Ardelle K. Sanderson  Vereinigte Staaten
- Giordano Abbondati  Italien
- Oskar Urban  Tschechoslowakei
- Walburga Grimm  DDR
- Willi Wernz  BR Deutschland
- Sydney R. Croll  Australien
- Walentin Pissejew  Sowjetunion
- Dorothy MacLeod  Kanada
- Norbert Cerny  Österreich

Ersatz-Punktrichter:
- Markus Germann  Schweiz

### Eistanz
| Platz | Sportler                                 | Land                   | PT | K  | B   |
| ----- | ---------------------------------------- | ---------------------- | -- | -- | --- |
| 1     | Ljudmila Pachomowa / Alexander Gorschkow | Sowjetunion            | 1  | 1  | 9   |
| 2     | Irina Moissejewa / Andrei Minenkow       | Sowjetunion            | 2  | 2  | 19  |
| 3     | Colleen O’Connor / James Millns          | Vereinigte Staaten     | 3  | 3  | 28  |
| 4     | Krisztina Regőczy / András Sallay        | Ungarn                 | 4  | 4  | 36  |
| 5     | Natalja Linitschuk / Gennadi Karponossow | Sowjetunion            | 5  | 5  | 43  |
| 6     | Janet Thompson / Warren Maxwell          | Vereinigtes Königreich | 6  | 6  | 55  |
| 7     | Barbara Berezowski / David Porter        | Kanada                 | 9  | 8  | 71  |
| 8     | Eva Peštová / Jiří Pokorný               | Tschechoslowakei       | 8  | 9  | 78  |
| 9     | Teresa Weyna / Piotr Bojańczyk           | Polen                  | 7  | 7  | 75  |
| 10    | Susan Carscallen / Eric Gillies          | Kanada                 | 10 | 10 | 91  |
| 11    | Kay Barsdell / Kenneth Foster            | Vereinigtes Königreich | 11 | 11 | 97  |
| 12    | Susi Handschmann / Peter Handschmann     | Österreich             | 12 | 12 | 105 |
| 13    | Judi Genovesi / Kent Weigle              | Vereinigte Staaten     | 13 | 13 | 119 |
| 14    | Stefania Bertele / Walter Cecconi        | Italien                | 14 | 14 | 127 |
| 15    | Isabella Rizzi / Luigi Freroni           | Italien                | 15 | 15 | 128 |
| 16    | Marie-Joëlle Michel / Frédéric Garcin    | Frankreich             | 16 | 16 | 149 |
| 17    | Elzbieta Wegrzyk / Andrzej Alberciak     | Polen                  | 17 | 18 | 156 |
| 18    | Susan Kelley / Andrew Stroukoff          | Vereinigte Staaten     | 18 | 17 | 155 |
| 19    | Gabriele Schäfer / Robert Dietz          | BR Deutschland         | 19 | 19 | 169 |

- Schiedsrichter: Lawrence Demmy  Vereinigtes Königreich
- Assistant Referee: George J. Blundun

Punktrichter:
- Maria Zuchowicz  Polen
- Robert Hudson  Vereinigtes Königreich
- Willi Wernz  BR Deutschland
- Elaine DeMore  Vereinigte Staaten
- Edwin Kucharz  Österreich
- Giovanni Bozetti  Italien
- Irina Absaljamowa  Sowjetunion
- Klára Kozári  Ungarn
- Dagmar Řeháková  Tschechoslowakei

Ersatz-Punktrichterin:
- Joyce Hisey  Kanada

## Medaillenspiegel
| Platz | Land                   | Gold | Silber | Bronze | Gesamt |
| ----- | ---------------------- | ---- | ------ | ------ | ------ |
| 1     | Sowjetunion            | 2    | 2      | 1      | 5      |
| 2     | Vereinigte Staaten     | 1    | –      | 1      | 2      |
| 3     | Vereinigtes Königreich | 1    | –      | –      | 1      |
| 4     | DDR                    | –    | 2      | 1      | 3      |
| 5     | Niederlande            | –    | –      | 1      | 1      |